# Magik Markers
Magik Markers est un groupe de noise rock américain, originaire de Hartford, dans le Connecticut. 

## Biographie
Formé en 2001 par Elisa Ambrogio, Leah Quimby et Pete Nolan, le groupe s'inspire fortement du courant no wave dans sa musique, par exemple dans le jeu de guitare, qui est basé sur l'utilisation de divers objets, ou dans le chant, crié et souvent improvisé. Le groupe est révélé en 2004 par une tournée avec Sonic Youth, et entame alors une discographie surproductive (plus de 25 albums entre 2003 et 2007), publiée sur divers labels tels qu'Ecstatic Peace!, label de Thurston Moore (Sonic Youth), Arbitrary Signs, label de Pete Nolan, ou auto-produite en CD-R. 
En mai 2006, Leah Quimby quitte le groupe. Elle est d'abord remplacée par diverses personnes, puis le groupe se réduit finalement à un duo. En 2007 le groupe sort Boss, produit par Lee Ranaldo. Cet album marque un tournant majeur dans le style des Magik Markers, par la mélodicité qui s'en dégage.
En 2013, ils sortent l'album Surrender to the Fantasy,.

## Membres

### Membres actuels
- Elisa Ambrogio - guitare, chant
- Pete Nolan - batterie

### Anciens membres
- Leah Quimby - guitare

## Discographie

### Albums studio
- Live '03 (2003)
- Blues For Randy Sutherland (2004)
- Book As Symbol Of 8 Precious Things - Hand Of The Creator (2004)
- Live '04 (2004)
- Inverted Belgium (2005)
- Tale Of The Whale (2005)
- Feel The Crayon (2005)
- Undead In Belgium (2005)
- NxCxHxCx Vol.1 (2005)
- I Trust My Guitar, Etc. (2005)
- Black Tour (2006)
- Dark Blue Tour (2006)
- Don And Phil (2006)
- For Sada Jane (2006)
- If It's Not A Ford It Sucks (2006)
- Light Blue Tour (2006)
- Red Tour (2006)
- Road Pussy (2006)
- A Panegyric To The Things I Do Not Understand (2006)
- The Voldoror Dance (2006)
- Castel Franco Veneto/Zagreb Super Report (2007)
- Fucking A Girl In Front Of My Father To Prove I'm Not Gay (2007)
- Here Lies The Last Of The Redstone (2007)
- Last Of The Restin/You Can't Fuck A Clock (2007)
- Paris/Berlin Super Report (2007)
- Boss (2007)
- Balf Quarry (2009)
- 2013 : Surrender to the Fantasy

### EP
- Beep Beep (2002)
- Mystery City (2002)
- In The East (2004)
- Live In Asheville, NC June 2003 (2004)
- Bardens Boudoir (2005)